# Charmosyna pulchella
Charmosyna pulchella là một loài chim trong họ Psittacidae.